# Tone Wølner
Tone Wølner (* 25. April 1978 in Kongsvinger) ist eine norwegische ehemalige Handballspielerin.
Sie spielte in Norwegen für Skarnes und Nordstrand und wechselte dann nach Deutschland, wo sie zunächst für die SG Hessen Hersfeld und anschließend für den HC Leipzig spielte. Danach schloss sie sich dem BSC Victoria Naunhof an, bevor sie wieder nach Norwegen zurückkehrte. Dort stand sie beim Zweitligisten Gjøvik og Vardal HK unter Vertrag und schaffte den Aufstieg in die erste norwegische Liga. Ab der Saison 2007/08 spielte sie für zwei Spielzeiten beim sächsischen Zweitligisten SC Markranstädt. Anschließend kehrte sie zu Gjøvik og Vardal HK zurück. Nachdem Wølner in der Spielzeit 2010/11 das Tor von Storhamar Håndball hütete, kehrte sie erneut zu Gjøvik HK zurück. Im Sommer 2014 schloss sie sich dem norwegischen Erstligisten HK Halden an. Mit Halden zog Wølner in der Saison 2014/15 ins Finale der Norgesmesterskap ein, das jedoch der Spitzenverein Larvik HK gewann. 2015 beendete sie ihre Karriere.
Tone Wølner absolvierte drei Länderspiele für Norwegen.